# Metzler-Kunsthistoriker-Lexikon
Das Metzler-Kunsthistoriker-Lexikon ist ein biografisches Lexikon, das erstmals 1999 beim Metzler-Verlag erschien. Vorgestellt werden deutschsprachige Kunsthistoriker vom 17. Jahrhundert bis zur Gegenwart. Herausgeber sind Peter Betthausen, Peter H. Feist und Christiane Fork, Mitarbeiter waren Karin Rührdanz und Jürgen Zimmer.
Die 200 Biografien der ersten Ausgabe setzen zeitlich bei Joachim von Sandrart ein und behandeln im weiteren zeitlichen Verlauf ausgewählte Personen des 18. und frühen 19. Jahrhunderts, der Schwerpunkt liegt jedoch bei deutschsprachigen Kunsthistorikern ab der zweiten Hälfte des 19. Jahrhunderts. Die Einzelbiografien umfassen normalerweise ein bis drei Seiten und sind jeweils in eine knappe Würdigung des Werks und die eigentliche Biografie gegliedert, beiden Teilen ist eine Bibliografie nachgestellt.
Die zweite Ausgabe erschien 2007, sie wurde um zehn Biografien von Kunsthistorikern erweitert und vollständig neu durchgesehen. Insbesondere wurden die Bibliografien auf den aktuellen Stand gebracht. Im gleichen Jahr wurde das überarbeitete Lexikon als Online-Ausgabe verfügbar gemacht.

## Ausgaben
- Metzler-Kunsthistoriker-Lexikon. Zweihundert Porträts deutschsprachiger Autoren aus vier Jahrhunderten. Metzler, Stuttgart/Weimar 1999. ISBN 3-476-01535-1
- Metzler-Kunsthistoriker-Lexikon. 210 Porträts deutschsprachiger Autoren aus vier Jahrhunderten,  2., aktualisierte und erweiterte Auflage. Metzler, Stuttgart/Weimar 2007. ISBN 978-3-476-02183-0